# Ewa Bandrowska-Turska

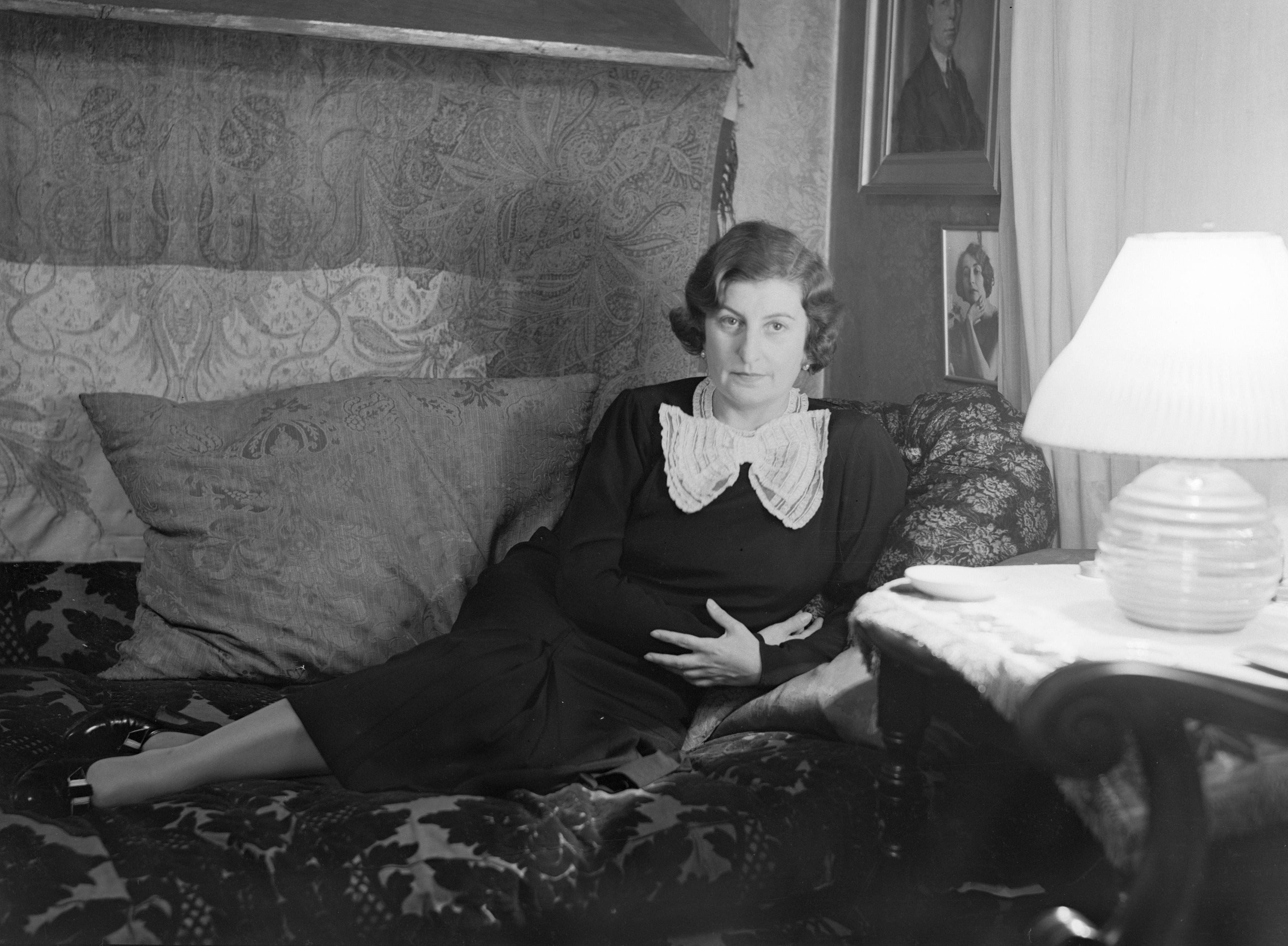
Ewa Bandrowska-Turska (1934)

Ewa Helena Bandrowska-Turska (ur. 20 maja 1894 w Krakowie, zm. 25 czerwca 1979 w Warszawie) – polska śpiewaczka, primadonna Opery Warszawskiej.

## Życiorys

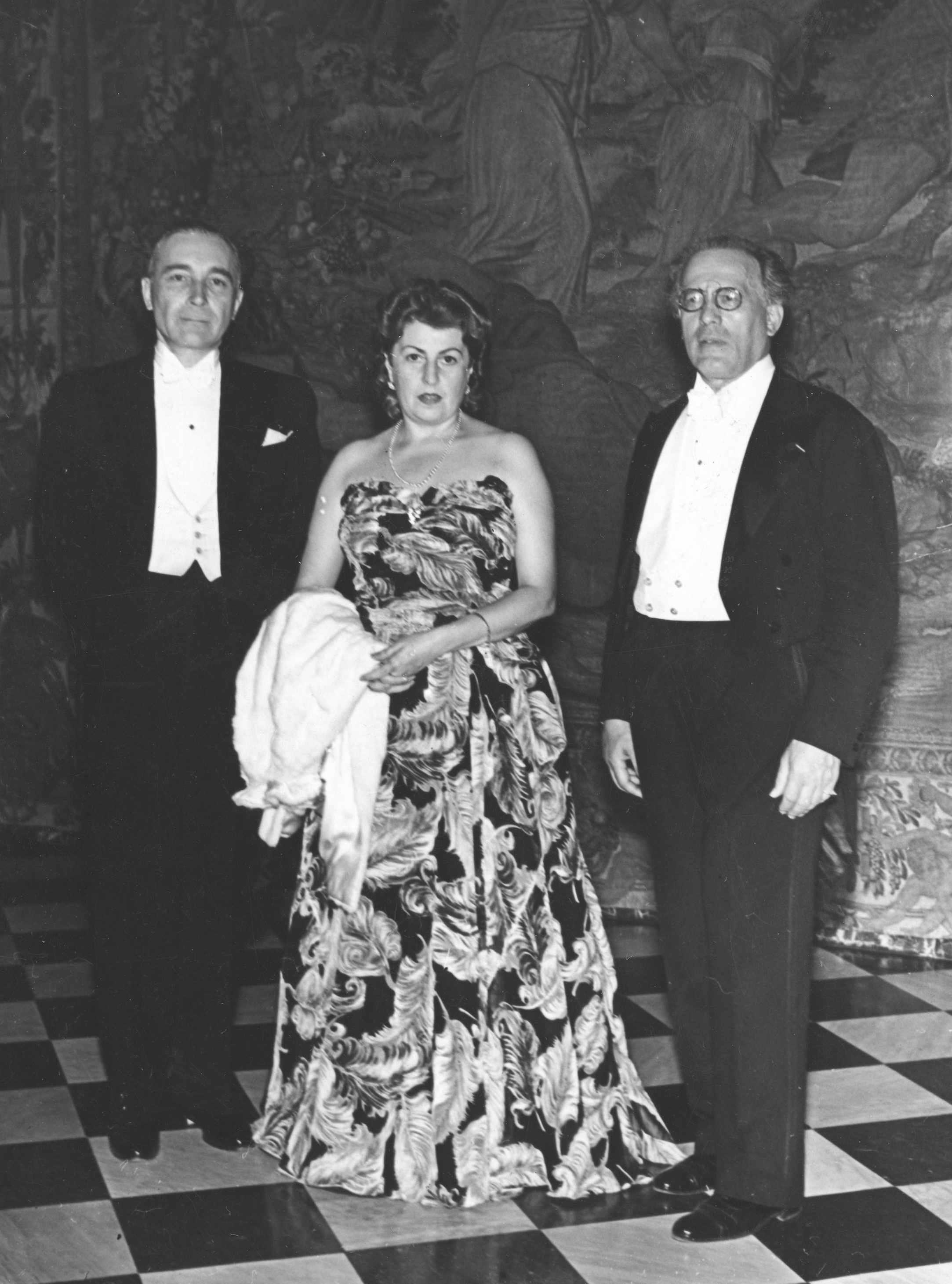
Ewa Bandrowska-Turska w towarzystwie Józefa Śmidowicza (z lewej) i Grzegorza Fitelberga (czerwiec 1939).

Urodziła się w rodzinie Tytusa Bandrowskiego, prof. chemii UJ, i Adeli z Chowańców. Jej ojcem chrzestnym był Adam Asnyk. Miała brata malarza - Adama Bandrowskiego. Maturę uzyskała w Gimnazjum św. Jadwigi we Lwowie. Wychowywała się w muzykalnym środowisku. Śpiewu uczyła się pod kierunkiem stryja - Aleksandra Bandrowskiego, głos kształciła u Heleny Zboińskiej-Ruszkowskiej w Wiedniu. Tam też w 1916 zadebiutowała na koncercie w Domu Polskim. Za oficjalny jej debiut uznano partię Małgorzaty w Fauście Charles’a Gounoda śpiewaną 19 lutego 1917 na scenie Teatru Wielkiego w Warszawie. W latach 1917–1922 występowała w zespole operowym Teatru Miejskiego we Lwowie. Po kuracji w Zakopanem (spowodowanej chorobą płuc) powróciła na scenę warszawskiej opery, gdzie śpiewała do 1924, zaś w latach 1923–1925 występowała w Teatrze Wielkim w Poznaniu, w latach następnych na scenach Lwowa, Katowic, Poznania i ponownie Warszawy, gdzie w Teatrze Wielkim była solistką, z przerwami, do 1937.
W czasie II wojny światowej mieszkała w Warszawie. Od kwietnia 1940 pracowała jako kelnerka w kawiarni „U Aktorek”, śpiewała także w kawiarni „Salon Sztuki” prowadzonej przez Bolesława Woytowicza (do 1943). Po powstaniu warszawskim znalazła się w Krakowie.
Po wojnie występowała na scenach i estradach w kraju - w Krakowie, Poznaniu, Wrocławiu, a także za granicą - w Związku Radzieckim, Czechosłowacji, krajach skandynawskich, Francji, Anglii, Jugosławii. W latach 1949–1961 występowała na scenie Opery w Warszawie.
Prowadziła jednocześnie działalność pedagogiczną, w latach 1945–1949 była profesorem w Państwowej Wyższej Szkole Muzycznej w Krakowie, a od 1949 do 1951 w Wyższej Szkole Operowej w Poznaniu. 
Przez wiele lat była prezeską Kapituły Członków Zasłużonych Stowarzyszenia Polskich Artystów Teatru i Filmu.
W 1952 otrzymała Nagrodę Państwową I stopnia za wybitne osiągnięcia artystyczne w dziedzinie śpiewu operowego oraz za propagandę muzyki i wokalistyki polskiej za granicą. 

Od 1923 była żoną Mariana Turskiego. Jej warszawski dom znajdował się na Saskiej Kępie, przy ul. Francuskiej.

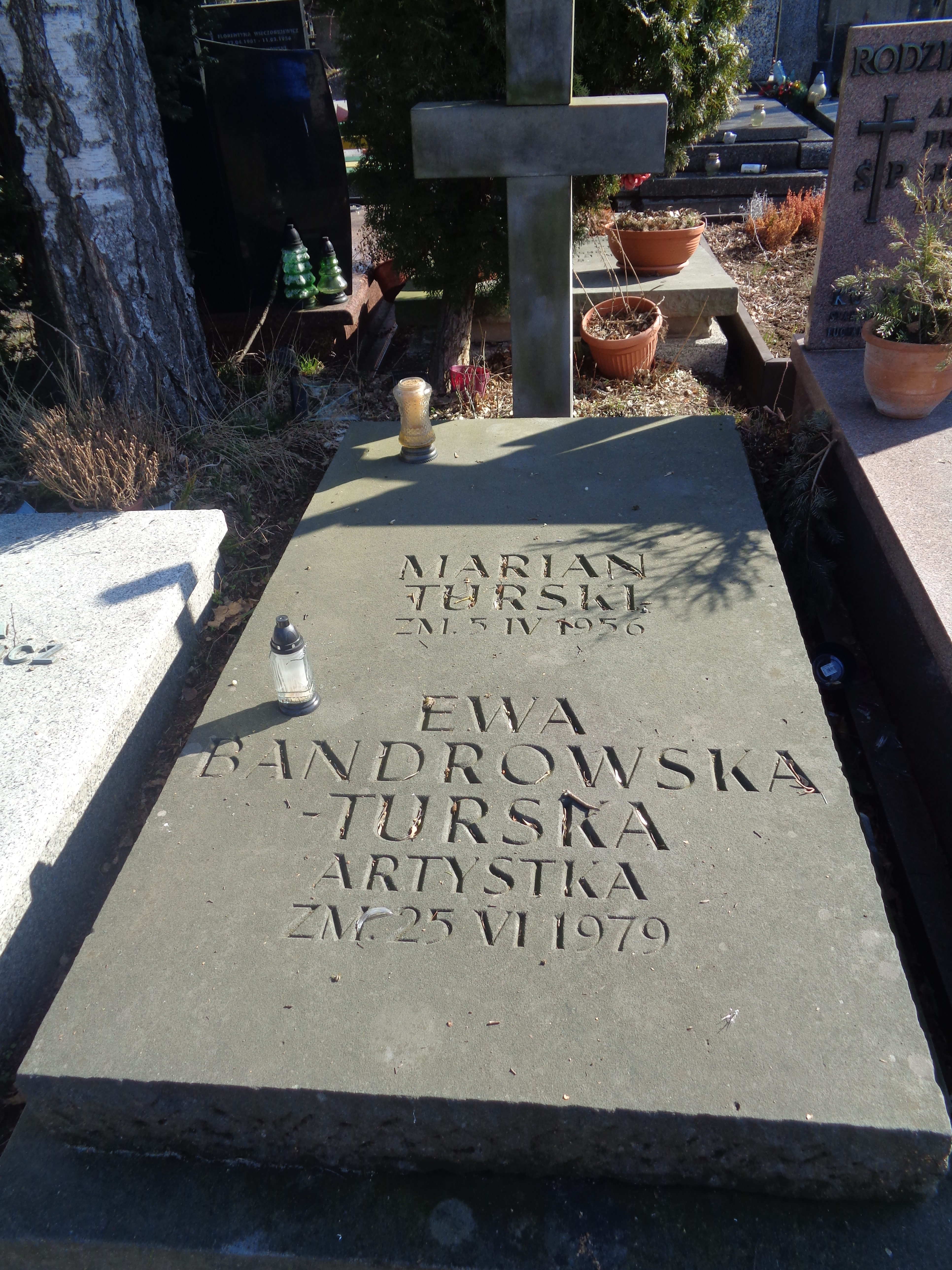
Nagrobek Ewy Bandrowskiej-Turskiej na cmentarzu Powązkowskim

Zmarła w Warszawie, pochowana w grobie rodzinnym na cmentarzu Powązkowskim (kwatera 154b-4-11).

## Ordery i odznaczenia
- Order Sztandaru Pracy I klasy (22 lipca 1949)[7]
- Krzyż Oficerski Orderu Odrodzenia Polski (11 listopada 1937)[8][9][10]
- Złoty Krzyż Zasługi (9 listopada 1931)[11]
- Medal 10-lecia Polski Ludowej (19 stycznia 1955)[12]